# 3057 Mälaren
3057 Mälaren è un asteroide della fascia principale. Scoperto nel 1981, presenta un'orbita caratterizzata da un semiasse maggiore pari a 2,2606288 UA e da un'eccentricità di 0,0738873, inclinata di 7,28133° rispetto all'eclittica.